# Horst Förther

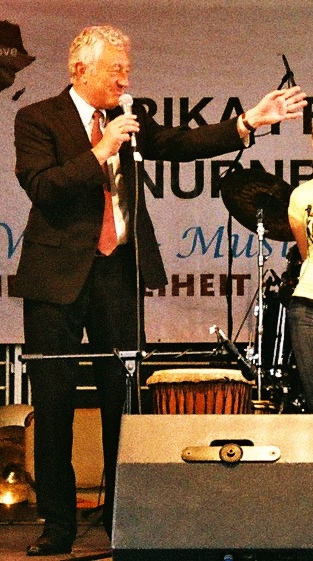
Horst Förther (2013) bei der Eröffnung eines Free-Festivals als Schirmherr

Horst Förther (* 20. Juni 1950 in Nürnberg; † 26. Dezember 2016) war ein deutscher Unternehmer und Politiker (SPD). Er war von 2002 bis 2014 Zweiter Bürgermeister der Stadt Nürnberg.

## Leben
Förther wurde im Nürnberger Stadtteil Großreuth hinter der Veste geboren und wuchs dort auf. Nach seiner Schulzeit absolvierte er zunächst eine Berufsausbildung als Klempner und studierte anschließend von 1968 bis 1972 Versorgungstechnik in München. Als Diplom-Ingenieur übernahm er den elterlichen Betrieb und baute ihn in den 1980er Jahren zu einem mittelständischen Unternehmen mit mehreren Dutzend Mitarbeitern aus.

## Kommunalpolitik
Förther war seit 1969 Mitglied der SPD. Er rückte 2000 in den Nürnberger Stadtrat nach, dem er bis 2014 angehörte. 2002 trat er das Amt des Zweiten Bürgermeisters an. Nach der Kommunalwahl 2014 schied er im Mai aus dem Amt und wurde als Bürgermeister von Christian Vogel abgelöst.
In seine Amtszeit fielen beispielsweise die Umgestaltung des Tiergartens, die Gründung des Servicebetriebs Öffentlicher Raum (SÖR) Nürnberg und die Planungen für den kreuzungsfreien Ausbau des Frankenschnellweges.
Förther übte sein Amt stets ehrenamtlich aus und verzichtete aus freien Stücken auf eine ihm zustehende hauptamtliche Bestallung. Erwähnenswert ist sein fortwährendes Engagement für die Kultur- und Vereinslandschaft in der Metropolregion Nürnberg.
2014 verlieh ihm der Nürnberger Stadtrat den Titel Altbürgermeister.

## Privates
Horst Förther war verheiratet und Vater von drei Töchtern. Er starb am 26. Dezember 2016 nach langer Krankheit im Kreise seiner Familie.